# Potamonautes platycentron
Potamonautes platycentron là loài cua nước ngọt thuộc họ Potamonautidae, đặc hữu của hồ Chala ở Kenya và Tanzania. Chúng được Franz Martin Hilgendorf mô tả lần đầu năm 1897 với tên là Telphusa platycentron.